# Manicord
Un manicord o monocord Arxivat 2017-12-28 a Wayback Machine. és un instrument musical cordòfon de teclat. Posteriorment va agafar el nom de clavicordi, clavicèmbal o espineta.